# مرکاتو ساراچنو
مرکاتو ساراچنو (به ایتالیایی: Mercato Saraceno) یک کومونه در ایتالیا است که در استان فورلی-چزنا واقع شده‌است.

## خصوصیات
مرکاتو ساراچنو ۹۹٫۸ کیلومترمربع مساحت و ۶٬۸۸۲ نفر جمعیت دارد و ۱۳۴ متر بالاتر از سطح دریا واقع شده‌است.

## خواهرخوانده
شهر Villadossola خواهرخواندهٔ مرکاتو ساراچنو هست.